# Toivo Tikkanen
Toivo Robert Tikkanen (Roma, 15 aprile 1888 – Helsinki, 1º giugno 1947) è stato un tiratore a segno, hockeista su ghiaccio e architetto finlandese.

## Carriera
Nato a Roma nel 1888, era figlio di Johan Jakob Tikkanen, storico dell'arte e Augusta Emilia Westzynthius e nipote di nonno di Paavo Tikkanen, fondatore del primo giornale in lingua finlandese, il Suometar. Si sposò tre volte, prima con Ingrid Fazer, poi con Kyllikki Ingeborg Vitali e infine con Marga Hertell. Dal secondo matrimonio nacque Henrik, che fu scrittore e fu sposato con la scrittrice Märta Tikkanen. Ebbe anche altri tre figli: Jarl, Ted e Ulf. Tra 1908 e 1911 giocò a hockey su ghiaccio con l'Akademischer Sport Club Dresden di Dresda in Germania. A 32 anni partecipò ai Giochi olimpici di Anversa 1920, dove disputò 4 gare di tiro a segno: il bersaglio mobile individuale, dove chiuse 5°, la pistola libera a squadre, dove arrivò 11°, e altre due dove andò a medaglia: il bersaglio mobile a squadre, dove vinse l'argento dietro alla Norvegia e il bersaglio mobile colpo doppio a squadre dove ottenne il bronzo dietro a Norvegia e Svezia. Partecipò anche a Parigi 1924, in 6 gare: vinse il bronzo nel tiro al piattello a squadre dietro a USA e Canada, mentre chiuse 4° nel bersaglio mobile colpo doppio a squadre, 5° nel bersaglio mobile a squadre, 6° nel bersaglio mobile colpo doppio individuale, 15° nel bersaglio mobile individuale e con risultato sconosciuto nel tiro al piattello individuale.  Lavorò come architetto. Morì ad Helsinki nel 1947, a 59 anni.

## Palmarès
- Giochi olimpici

Anversa 1920: argento nel bersaglio mobile a squadre, bronzo nel bersaglio mobile colpo doppio a squadre
Parigi 1924: bronzo nel tiro al piattello a squadre